# Per Zimdahl

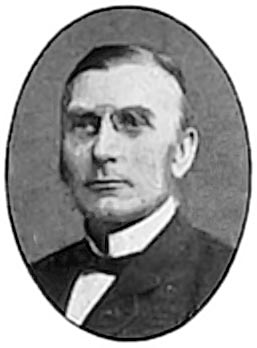
Per Zimdahl

Per Zimdahl, född 5 september 1836 i Simeå by i Undersviks socken,
Gävleborgs län, död 20 september 1925 i Skellefteå, var en svensk folkskollärare, redaktör och
riksdagspolitiker i andra kammaren.
Han var son till Elias Jonsson, född 1767, och Kristina Olovsdotter, född 1867, båda från
Undersvik. Zimdahl var yngst i en barnaskara på sju
och antog först namnet Simdahl efter sin hemby, men ändrade senare till Zimdahl.
1857 examinerades Zimdahl till folkskollärare vid Uppsala seminarium och tog i samband därmed även organistexamen. Till en början vikarierade som lärare och organist i sin hemby, men fick snart fast tjänst i Hille församling, utanför Gävle. Tillsammans med hustrun Hulda Maria Ekblad, född 1840 i Stora Malm, fick han fyra söner: Per Elis född 1867, Johan Ragnar född 1871, Karl Olov född 1879, Ernst Harald född 1882. De tre första är födda i Hille församling och den siste i Valbo församling, Gävle. Hustrun dog 1919 då hemmet eldhärjades.
Under perioden december 1880 till och med december 1881 var Zimdahl redaktör för Svensk Folkskoletidning, tidigare Folkskole-Tidskrift, utgiven av litteratören Axel Nygren i Gävle.

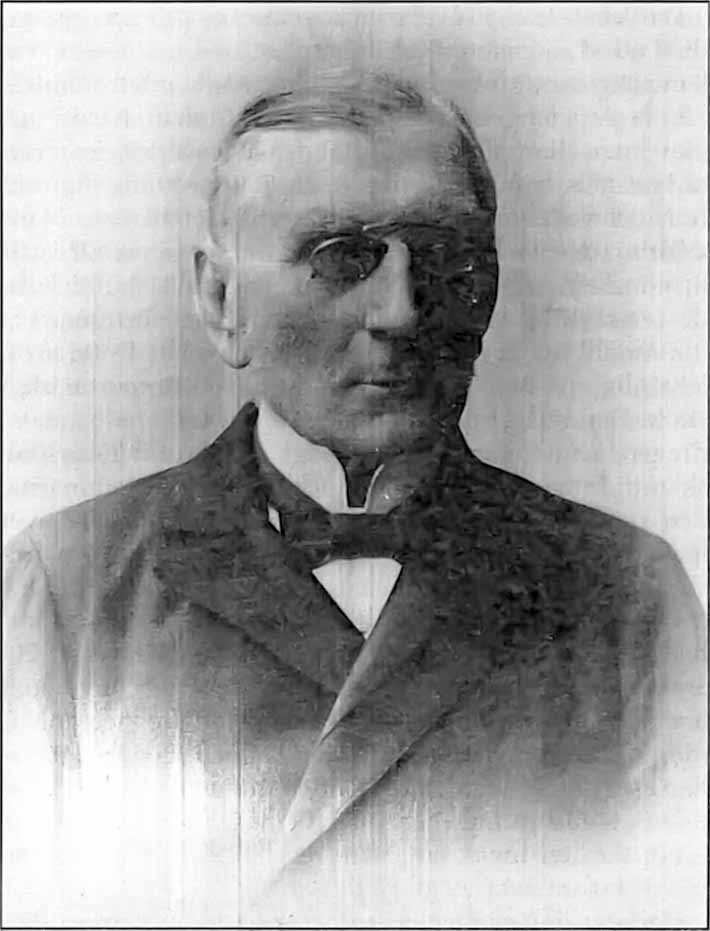

Zimdahl flyttade 1882 till Skellefteå och var där verksam som organist, kantor och klockare. 14 september 1887 fram till juni 1891, samt från mars 1885 till december 1900 var Zimdahl redaktör för tidningen "Skelleftebladet - Tidning för Westerbottens län". Under perioden augusti 1897 till december 1911 var han även tidningens ansvarige utgivare.
Zimdahl var också verksam som konservativ politiker och valdes för Västerbottens norra domsagas valkrets som ledamot i riksdagens andra kammare 1886-1887 och 1902-1908, samt 1909–1911 för Skellefteå tingslags valkrets. 1910-1911 var han suppleant till konstitutionsutskottet. Zimdahl var en mycket principfast man. Han lät sig inte övertalas vare sig av konungen, trots hårda påtryckningar vid en mycket jämn omröstningen, eller av statsminister Karl Staaff då Zimdahl anmärkt att protokollet förvanskats för ett av dennes anförande i kammaren. Det senare ledde till förlust av Vasaordens riddartecken.